# Emberiza cirlus
El escribano soteño o escribano de garganta negra (Emberiza cirlus) es un ave passeriforme de la familia Emberizidae, un grupo actualmente separado por la mayoría de los autores modernos de la familia Fringillidae.
Habita en la mayoría de los países del sur de Europa, en las islas del Mediterráneo y en el norte de África. Es un residente de zonas templadas y no emigra en invierno. Es habitual en toda clase de zonas arboladas con claros, pero tiene preferencia por los lugares soleados.
Los cambios en la agricultura han afectado negativamente a esta especie al norte de su área de distribución, y en Inglaterra, donde en el pasado era una especie muy frecuente en el sur del país, actualmente se encuentra limitado al sur de Devon. El escribano soteño es la mascota en los letreros del pueblo de Stokeinteignhead.

## Descripción

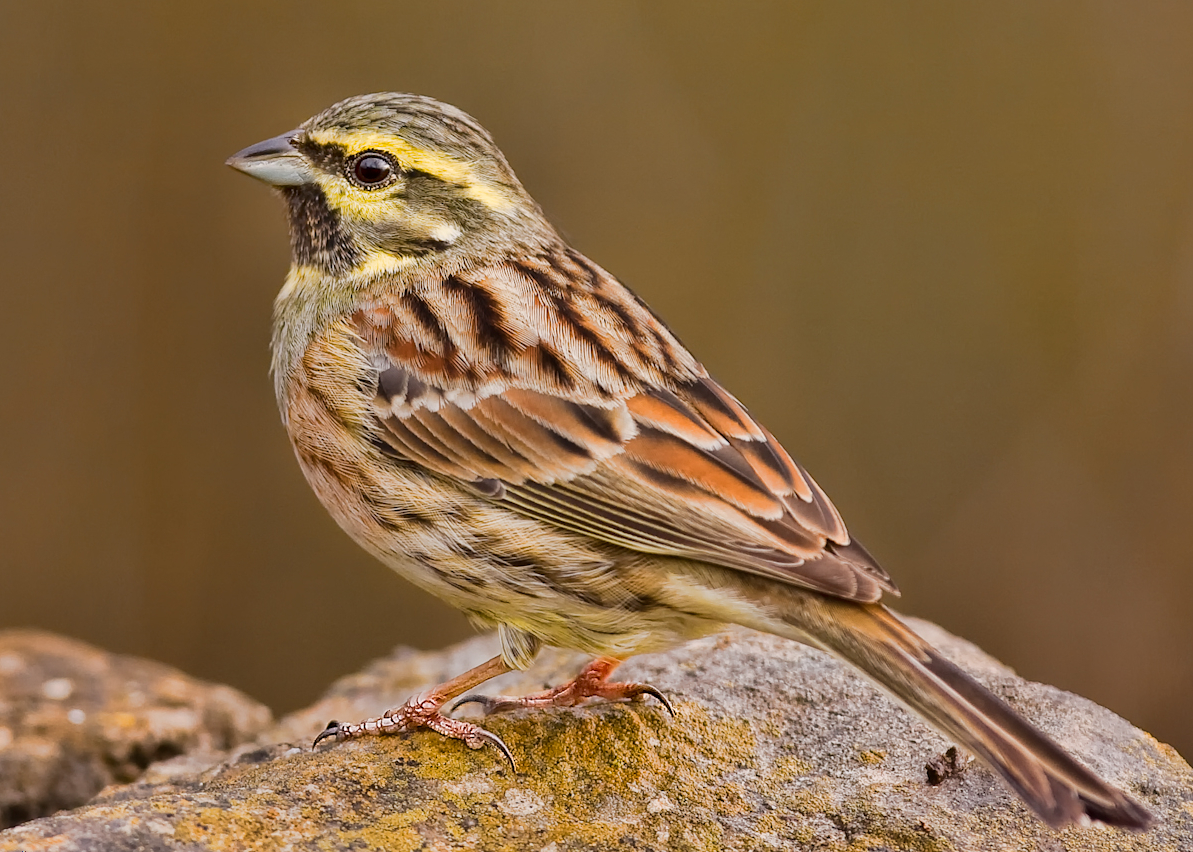
Escribano soteño macho.

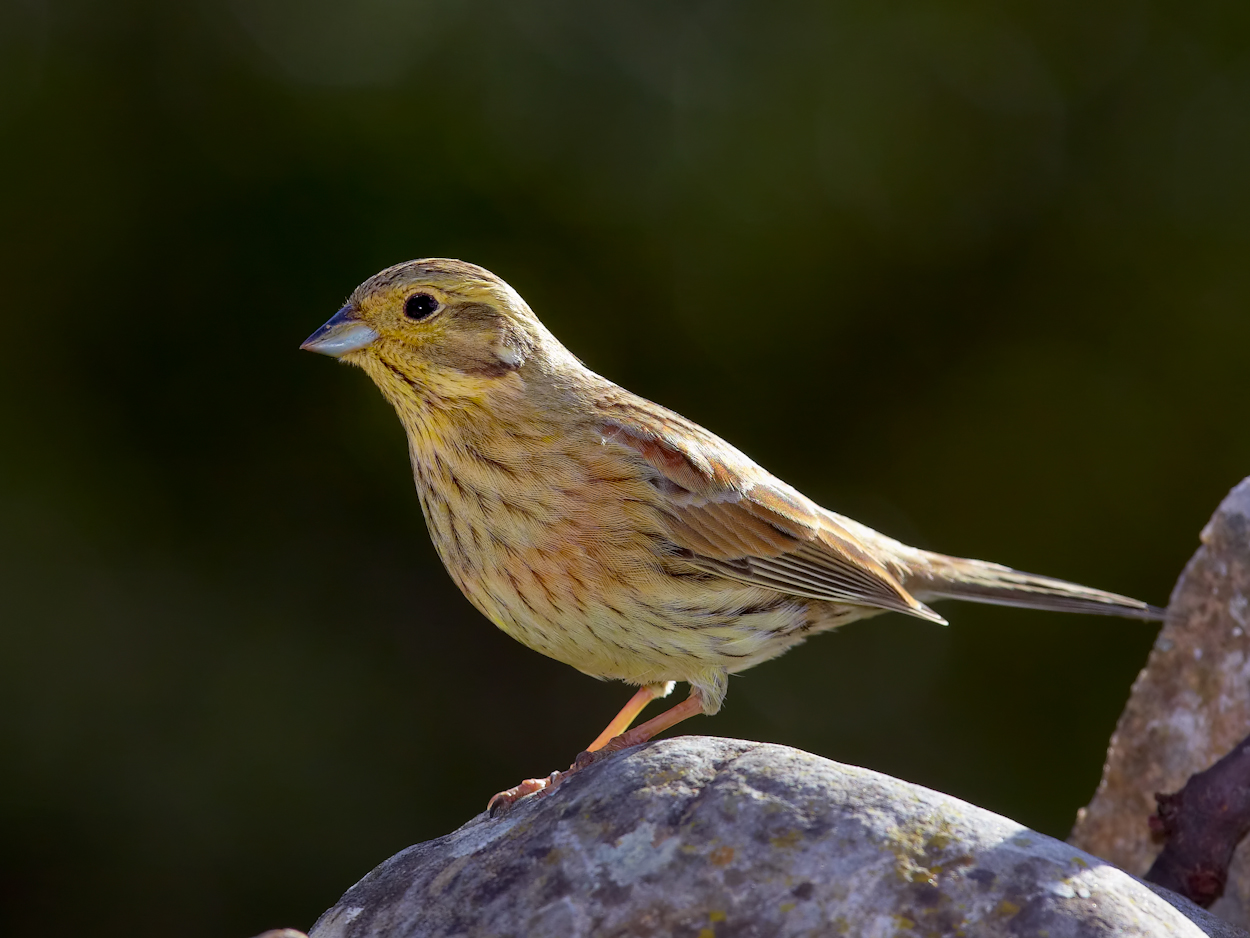
Escribano soteño hembra

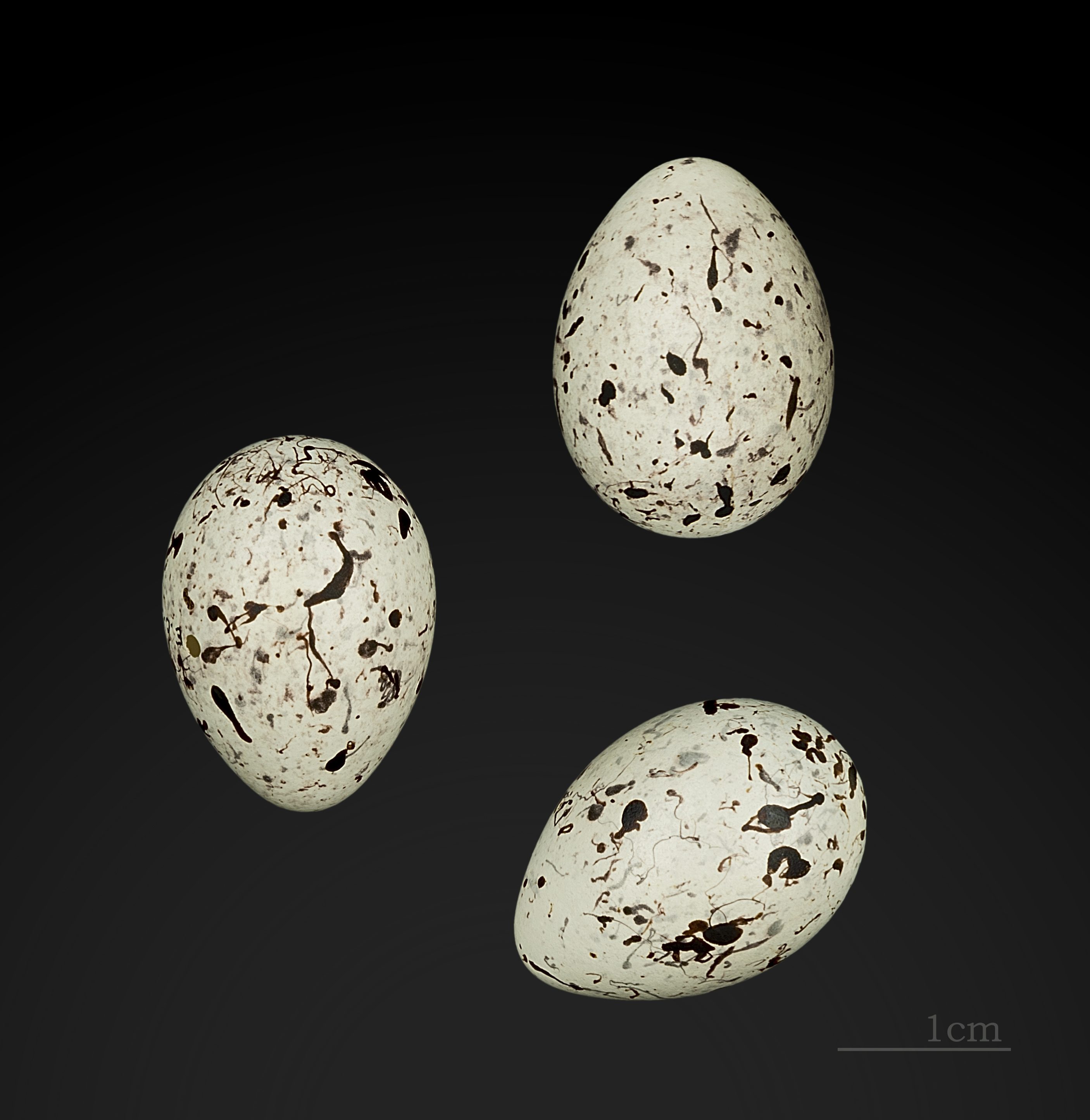
Huevos de Emberiza cirlus

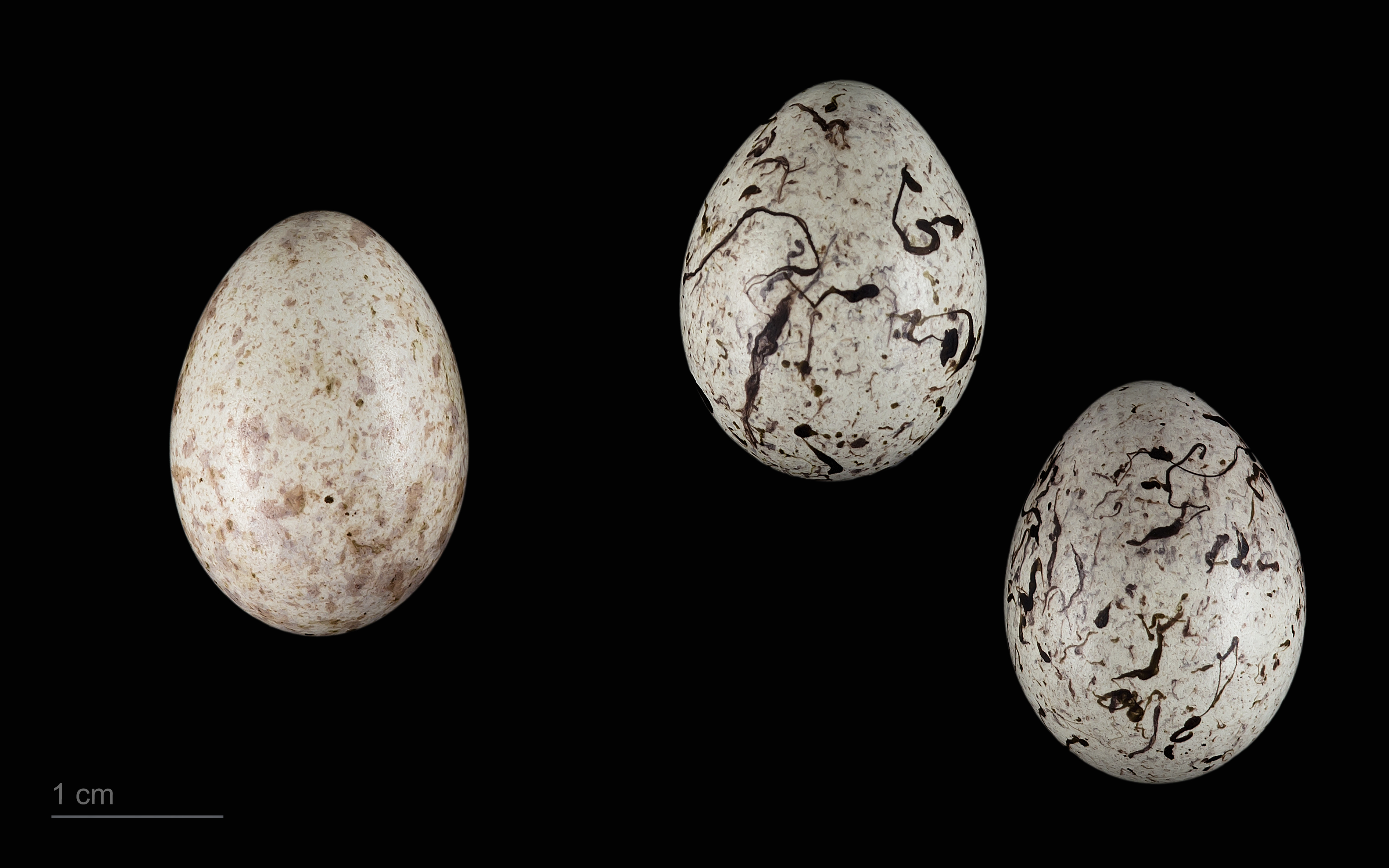
Cuculus canorus canorus en un nido de Emberiza cirlus - MHNT

El escribano soteño es un pequeño escribano de entre 15-16,5 cm de longitud y una envergadura de entre 22-22,5 cm con un pico grueso adaptado para alimentarse de semillas. El macho muestra una brillante cabeza amarilla, coronada de negro, con la franja ocular y la garganta también negras y una banda verdosa en el pecho que cruza su vientre amarillo. El dorso está jaspeado con un color castaño pardo. La hembra es similar a la del escribano cerillo, pero la parte inferior del dorso es de color marrón grisáceo y sus hombros son de color castaño.
El canto del macho es un chiído monótono, similar al del mosquitero ártico o el de la curruca zarcerilla.
En verano su alimento habitual consiste en invertebrados como saltamontes y grillos, con los que alimentan a sus polluelos. En invierno se alimentan de pequeñas semillas y pequeñas hierbas. Durante esta estación suelen alimentarse en bandadas.
Suelen anidar en el suelo, dentro de una cobertura espesa como la que ofrecen arbustos y setos, aunque suelen decantarse por endrinos, retamas y zarzamoras. La estación de apareamiento y cría dura desde abril hasta mediados de septiembre, y las parejas pueden tener hasta 3 puestas durante este período. Son pájaros de naturaleza sedentaria y a menudo sólo se alejan unos 250 m de sus nidos para buscar alimento en verano y hasta 2 km en invierno.
La puesta suele consistir entre 2-5 huevos que muestran unas marcas características de esta especie. La incubación dura alrededor de 12 días. Durante este período el macho alimenta a la hembra, así como durante 11-14 días más después de la eclosión de los polluelos.

## Medidas de conservación en Inglaterra
Actualmente en Inglaterra sólo queda una pequeña población de escribanos soteños en el sur de Devon. A través de un proyecto de Protección Rural y Medioambiental, el grupo Natural england ha desarrollado varias medidas para conservar esta especie en el país.
A través de los esfuerzos de conservación la población inglesa de escribanos soteños se ha incrementado de 118 parejas en 1989 a 700 parejas en el año 2003. Sin embargo, su área de distribución no se ha extendido.